# 朱宣圻
蜀端王朱宣圻（1548年—1612年），明朝第十一代蜀王，康王朱承爚庶第一子。他在嘉靖四十年（1561年）襲封蜀王。他在位五十一年。萬曆四十年（1612年）朱宣圻去世，三年後的萬曆四十三年（1615年）其子恭王朱奉銓就嗣位。